# Mathias Sercu
Mathias Sercu, né à Ardoye (Belgique) le 22 décembre 1970, est un acteur, réalisateur et dramaturge belge.

## Filmographie

### Comme acteur
Au cinéma
- 1993 : Ad fundum d'Erik Van Looy : Dennis
- 1994 : Max : Kurt Bal
- 1996 : Jingle Bells
- 1996 : Mexico ofzo : Vincent
- 1997 : Oktobernacht
- 1999 : Kurrel & Co. : Jeroen Winters
- 2000 : Everybody Famous (Iedereen beroemd! : Jim Poppe
- 2000 : Team Spirit : Jos De Paepe
- 2003 : Team Spirit 2 : Jos
- 2006 : Tanghi argentini : Elves
- 2010 : Zot van A. : Arno Leekens
- 2016 : My First Highway : Dad (en post-production)
- 2016 : Frankie : Frankie (en post-production)
- 2017 :  Cargo de Gilles Coulier :

À la télévision
- 2012 : Salamandre : Wim Robijns (2 épisodes)
- 2018 - 2020 : Campus 12

### Comme réalisateur
- 2014 : Marsman (série télévisée, 8 épisodes)